# Gynoplistia basitarsalba
Gynoplistia basitarsalba är en tvåvingeart som beskrevs av Alexander 1971. Gynoplistia basitarsalba ingår i släktet Gynoplistia och familjen småharkrankar. Inga underarter finns listade i Catalogue of Life.